# Yelle
Yelle, właśc. Julie Budet (ur. 17 stycznia 1983 w Saint-Brieuc) – francuska piosenkarka tworząca muzykę zaliczaną do takich gatunków muzyki elektronicznej i muzyki pop jak electroclash oraz electro-pop, córka muzyka François Budeta.

## Pseudonim artystyczny
Pseudonim Yelle pochodzi od feministycznego hasła "You enjoy life". Artystka wykorzystała akronim tego hasła i dodała litery "le", ponieważ istniał już belgijski zespół rockowy o nazwie Yel.

## Kariera
Kariera Julie rozpoczęła się od jej pojawienia się w serwisie społecznościowym MySpace w 2005 r. (utwór Short Dick Cuizi, który pojawił się pod jej poprzednim pseudonimem - Yel). Tam wypromowała ona swój pierwszy szerzej znany przebój - Je Veux Te Voir. Utwór w internecie bardzo szybko zyskał popularność - odsłuchano go w serwisie ponad 125 000 razy.
Niedługo potem zainteresowała się jej twórczością niezależna wytwórnia płytowa Source Etc. Kilka miesięcy później, w 2006 r. artystka podpisała kontrakt i 11 września wydała we Francji swój pierwszy singel - wspomniany Je Veux Te Voir. Muzykę do utworu skomponował GrandMarnier, który zajął się również jego realizacją i produkcją.
Kolejnym etapem jej kariery była współpraca z raperem-komikiem Fatal Bazooka oraz nagranie utworu Parle à Ma Main z nim w duecie. Został on wydany na albumie rapera (T'As Vu?) oraz jako singel.
Pop-Up, debiutancki album Yelle wydano 3 września 2007 r. Yelle poza działalnością artystyczną promuje we Francji markę odzieży sportowej Reebok.

## Dyskografia

### Albumy
- 3 września 2007 - Pop Up
- 14 marca 2011 - Safari Disco Club
- 30 września 2014 - Complètement Fou

### Single
- 2006 Je Veux Te Voir
- 2007 À Cause des Garçons
- 2008 Ce Jeu
- 2010 La Musique
- 2011 Safari Disco Club / Que veux-tu

### Inne
- 2007 Parle à Ma Main (Fatal Bazooka Feat. Yelle)